# Зграда у ул. М. Тита 2 у Јагодини
Зграда у ул. М. Тита 2 у Јагодини представља непокретно културно добро као споменик културе, решењем Завода за заштиту споменика културе у Крагујевцу бр. 992/1 од 11. новембра 1976. године.
Зграда је саграђена у другој половини 19. века као једноспратна грађевина са пословним простором у приземљу и стамбеним простором на спрату. Подигнута је у стилу академизма са примесама еклектике. Изглед фасаде је више пута мењан. Приликом градње куће није био изграђен балкон већ је настао касније приликом измене фасаде. 
Данашњу фасаду карактерише класични ред који је остварен у алтернацији едикула и пиластара који фланкирају четири прозора и једна дводелна балконска врата. Надпрозорници се завршавају архиволтама градећи атике. Пиластри око прозора се завршавају модификованим дорским капителима. Атика изнад балконских врата завршава се преломљеним луком. У њој је маскерон у виду мале женске главе. Фасада је по вертикали рашчлањена помоћу четири пиластра који се ослањају на класично изведену базу, а завршавају коринтским полукапителом. Тело пиластара је канелирано плошно. Ови пиластри носе кровни венац настао од кордонског венца на који се ослањају конзоле које носе поткровни венац.
Балкон је постављен на две конзолне греде на којима је правоугаона плоча. Ограда балкона је изведена у кованом гвожђу. Чини је густ геометријски преплет са иницијалима власника куће. Ограда поред декоративне има и функционалну улогу. Профилисана је бокаласто, са проширењем у доњем делу. На тај начин омогућује природније стајање и ослањање.

## Галерија
- стара разгледница Јагодине
- центар Јагодине